# John Carter (película)
John Carter es una película estadounidense de ciencia ficción de 2012 dirigida por Andrew Stanton, escrita por Stanton, Mark Andrews y Michael Chabon, y protagonizada por Taylor Kitsch. Basada en las aventuras de John Carter, el personaje principal de la serie marciana de Edgar Rice Burroughs. La película se estrenó el 9 de marzo de 2012. 

## Sinopsis
John Carter es un veterano de la Guerra de Secesión que de manera inexplicable se ve teletransportado a Marte (o Barsoom, su nombre original). Cuando es transportado al planeta, como la gravedad es menor que la de la Tierra, aparenta tener una increíble fuerza sobrehumana, pero es solo por la diferencia de gravedad entre la Tierra y Marte o Barsoom. El planeta está sumido en una cruenta guerra entre dos bandos: Helium y Zodanga. Pronto conocerá a Tars Tarkas, rey de los tharks, y a Dejah Thoris, la princesa de Helium. Ésta intentará convencerle de la importancia de salvar a su pueblo, masacrado por Sab Than, rey de Zodanga, quien posee un arma terriblemente destructiva. En esta guerra también toman parte los therns, unos seres misteriosos que parecen tener sus propios planes.
Sin quererlo, John Carter redescubre su lado humano cuando se da cuenta de que el destino de Barsoom y sus habitantes, está en sus manos; Decide luchar junto al bando de Helium, y junto con Tars Tarkas y los tharks logran derrotar al ejército de Zodanga a tiempo.

## Argumento
En 1881, Edgar Rice Burroughs asiste al funeral de su tío, John Carter, ex capitán del Ejército Confederado de la Guerra de Secesión, quien murió repentinamente. Según las instrucciones de Carter, el cuerpo se coloca en una tumba que sólo se puede abrir desde el interior. Su abogado le entrega el diario personal de Carter para que lo lea Burroughs.
En un flashback de 1868 en el Territorio de Arizona, el coronel de la Unión Powell arresta a Carter con la esperanza de que Carter ayude en la lucha contra los Apache locales. Carter escapa de su celda, pero no logra llegar muy lejos con los soldados de caballería estadounidenses persiguiéndolo de cerca. Después de un encuentro con una banda de apaches, Carter y Powell herido son perseguidos hasta que se esconden en una cueva que resulta estar llena de oro. Un Thern aparece en la cueva en ese momento y, sorprendido por los dos hombres, los ataca con un cuchillo; Carter lo mata, pero accidentalmente activa el poderoso medallón del Thern y, sin saberlo, es transportado a un planeta en ruinas y moribundo, Barsoom, conocido por Carter como Marte. Debido a su diferente densidad ósea y la baja gravedad del planeta, Carter puede saltar alto y realizar hazañas de fuerza increíble. Es capturado por los Tharks, una tribu nómada de marcianos verdes y su Jeddak, Tars Tarkas.
En otras partes de Barsoom, las ciudades marcianas rojas de Helium y Zodanga han estado en guerra durante mil años. Sab Than, jeddak de Zodanga, armado con un arma especial obtenida del líder thern Matai Shang, propone un alto el fuego y el fin de la guerra casándose con la princesa de Helium, Dejah Thoris. La princesa escapa y es rescatada por Carter.
Carter, Dejah y la hija de Tarkas, Sola, llegan a un lugar en un río sagrado para encontrar una manera de que Carter regrese a la Tierra. Descubren que los medallones funcionan con un "noveno rayo" que también es la fuente del arma de Sab Than. Luego son atacados por una raza viciosa llamada Warhoon bajo la dirección de Shang. Carter y Dejah son llevados de regreso a Zodanga. Dejah, desmoralizada, acepta a regañadientes casarse con Sab Than y le da a Carter instrucciones sobre cómo usar el medallón para regresar a la Tierra. Carter decide quedarse y es capturado por Shang, quien le explica el propósito de los Therns y cómo manipulan las civilizaciones de diferentes mundos hasta su perdición, alimentándose de los recursos del planeta en el proceso, y tiene la intención de hacer lo mismo con Barsoom. eligiendo a Sab Than para gobernar el planeta. Carter regresa con los Tharks con Sola para solicitar su ayuda. Allí descubren que un bruto despiadado, Tal Hajus, ha derrocado a Tarkas. Carter y un Tarkas herido luchan con dos enormes grandes simios blancos en una arena antes de que Carter mate a Hajus, convirtiéndose así en el líder de los Tharks.
El ejército de Thark asalta Zodanga, al darse cuenta de que su ejército está esperando afuera de Helium, John y los Tharks se apoderan de las aeronaves de Zodangan y vuelan a Helium. Carter derrota al ejército de Zodangan, mientras que Sab Than muere y Shang se ve obligado a escapar. Carter se convierte en príncipe de Helium al casarse con Dejah. En su primera noche, Carter decide quedarse para siempre en Marte y tira su medallón. Aprovechando esta oportunidad, Shang reaparece brevemente y le da a Carter otro desafío, enviándolo de regreso a la Tierra. Carter se embarca en una larga búsqueda para encontrar uno de sus medallones en la Tierra; después de varios años, parece morir repentinamente y pide arreglos funerarios inusuales, consistentes con haber encontrado un medallón, ya que su regreso a Marte dejaría su cuerpo terrestre en un estado similar al de coma, y convierte a Burroughs en su protector.
De vuelta al presente, Burroughs regresa corriendo a la tumba de Carter y usa pistas para abrirla. Justo cuando lo hace, aparece un Thern y levanta un arma antes de que aparezca Carter y le dispare al Thern por la espalda. Revela que nunca había encontrado otro medallón; en cambio, ideó un plan para sacar a un Thern de su escondite, ganando así el desafío de Shang. Carter luego usa el medallón de Thern muerto para regresar a Barsoom.

## Producción
A lo largo del siglo XX, varios estudios y productoras importantes desarrollaron una adaptación cinematográfica de la serie Barsoom, y el primer intento se remonta a la década de 1930. Sin embargo, la mayoría de estos intentos se estancaron en el infierno del desarrollo. A finales de la década de 2000, Walt Disney Pictures inició un esfuerzo concentrado para desarrollar una adaptación cinematográfica de las obras de Burroughs, tras el abandono del estudio en la década de 1980. El proyecto fue impulsado por Stanton, que había presionado a Disney para que renovara los derechos cinematográficos de la herencia de Burroughs. Stanton se convirtió en el director de la nueva película en 2009. Se trataba de su debut en el cine de acción real, ya que su anterior trabajo como director para Disney fue en las películas de animación de Pixar Buscando a Nemo (2003) y WALL-E (2008). El rodaje comenzó en noviembre de 2009 y la fotografía principal se inició en enero de 2010, finalizando siete meses después, en julio de 2010. Michael Giacchino, que compuso muchas películas de Pixar, compuso la partitura de la película. Al igual que Brave de Pixar, la película está dedicada a la memoria de Steve Jobs.

## Presupuesto y recaudación
John Carter contó con uno de los mayores presupuestos de la historia de Disney, 250 millones de dólares. Sin embargo, el fracaso en la taquilla estadounidense ha hecho que la productora anuncie que esta última producción cinematográfica tendrá unas pérdidas estructurales de unos 200 millones, convirtiéndola en uno de los peores fracasos comerciales en la historia del cine en los Estados Unidos, aunque su éxito fuera de USA hizo que el fracaso fuese mucho menor. En Rusia la película consiguió fuertes ingresos de taquilla mientras que en los países iberoamericanos se posicionó en los primeros lugares en taquilla hasta el estreno de Los Juegos del Hambre. La película logró recuperar los 250 millones invertidos, y un ligero beneficio al tener una recaudación de en torno a 300 millones de dólares.

## Reparto
- Taylor Kitsch como John Carter.
- Lynn Collins como Dejah Thoris.
- Willem Dafoe como Tars Tarkas.
- Thomas Haden Church como Hajus.
- Samantha Morton como Sola.
- Dominic West como Sab Than.
- Polly Walker como Sarkoja.
- James Purefoy como Kantos Kan.
- Mark Strong como Matai Shang.
- Ciarán Hinds como Tardos Mors.
- Bryan Cranston como el Coronel Powell.
- Daryl Sabara como Edgar Rice Burroughs, sobrino de John Carter.

## Banda sonora
| N.º | Título                                         | Duración |  |
| 1.  | «A Thern for the Worse»                        | 7:38     |  |
| 2.  | «Get Carter»                                   | 4:25     |  |
| 3.  | «Gravity of the Situation»                     | 1:20     |  |
| 4.  | «Thark Side of Barsoom»                        | 2:55     |  |
| 5.  | «Sab Than Pursues the Princess»                | 5:33     |  |
| 6.  | «The Temple of Issus»                          | 3:24     |  |
| 7.  | «Zodanga Happened»                             | 4:01     |  |
| 8.  | «The Blue Light Special»                       | 4:11     |  |
| 9.  | «Carter They Come, Carter They Fall»           | 3:55     |  |
| 10. | «A Change of Heart»                            | 3:04     |  |
| 11. | «A Thern Warning»                              | 4:04     |  |
| 12. | «The Second Biggest Apes I've Seen This Month» | 2:35     |  |
| 13. | «The Right of Challenge»                       | 2:22     |  |
| 14. | «The Prize Is Barsoom»                         | 4:29     |  |
| 15. | «The Fight for Helium»                         | 4:22     |  |
| 16. | «Not Quite Finished»                           | 2:06     |  |
| 17. | «Thernabout»                                   | 1:18     |  |
| 18. | «Ten Bitter Years»                             | 3:12     |  |
| 19. | «John Carter of Mars»                          | 8:53     |  |